# Гамбит Герцфельда
Гамбит Герцфельда — шахматный дебют, разновидность принятого королевского гамбита, начинающаяся ходами: 
 1. e2-e4 e7-e5 
 2. f2-f4 e5:f4 
 3. Кg1-f3 g7-g5 
 4. Сf1-c4 g5-g4 
 5. Кf3-e5 Фd8-h4+ 
 6. Крe1-f1 Кb8-c6.

## История
Данное продолжение Гамбита Сальвио было изначально предложено Герцфельдом, в 1885 году дебют был проанализирован Стейницем.
Гамбит Герцфельда рассматривается теорией как простое и эффективное опровержение планов белых, однако со временем за белых были найдены новые возможности, позволяющие им уравнять игру и получить хорошие перспективы.

## Варианты
- 7. d2-d4 Кc6:e5 8. d4:e5 Сf8-c5 9. Сc4:f7+ Крe8-f8 10. Фd1-e2 f4-f3 — с преимуществом у чёрных.
- 7. Кe5:f7 Сf8-c5 8. Фd1-e1 g4-g3!
  - 9. Кf7:h8 Сc5-f2 10. Фe1-d1 Кg8-f6 11. d2-d4 d7-d5 12. e4:d5 Сc8-g4 13. Сc4-e2 Кc6:d4 — с сильной атакой у чёрных.
  - 9. d2-d4 Сc5:d4
    - 10. Кf7:h8? Кg8-f6 11. c2-c3 Сd4-f2 — с атакой у чёрных.
    - 10. Кb1-d2! — белые создают угрозу 11. Кd2-f3 и получают возможности для уравнения игры.

## Примерная партия
У.Груби — В.Стейниц, Вена, 1882
1. e2-e4 e7-e5 2. f2-f4 e5:f4 3. Кg1-f3 g7-g5 4. Сf1-c4 g5-g4 5. Кf3-e5 Фd8-h4+ 6. Крe1-f1 Кb8-c6 7. Фd1:g4? Фh4:g4 8. Кe5:g4 d7-d5! 9. e4:d5 Кc6-d4 0-1.